# Symphonie no 36 de Michael Haydn
Pour les articles homonymes, voir Symphonie no 36.

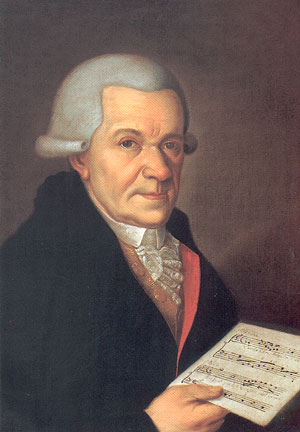
Michael Haydn

La Symphonie no 36 en si bémol majeur, Perger 28, Sherman 36, MH 475, est une symphonie de Michael Haydn, composée en 1788 à Salzbourg.

## Analyse de l'œuvre
Elle comporte trois mouvements:
1. Allegro con fuoco
2. Andante con espressione
3. Rondo - Presto molto

Durée de l'interprétation : environ 10 minutes.

## Instrumentation
La symphonie est écrite pour deux hautbois, deux bassons, deux cors, deux trompettes, cordes.